# Přídělový systém

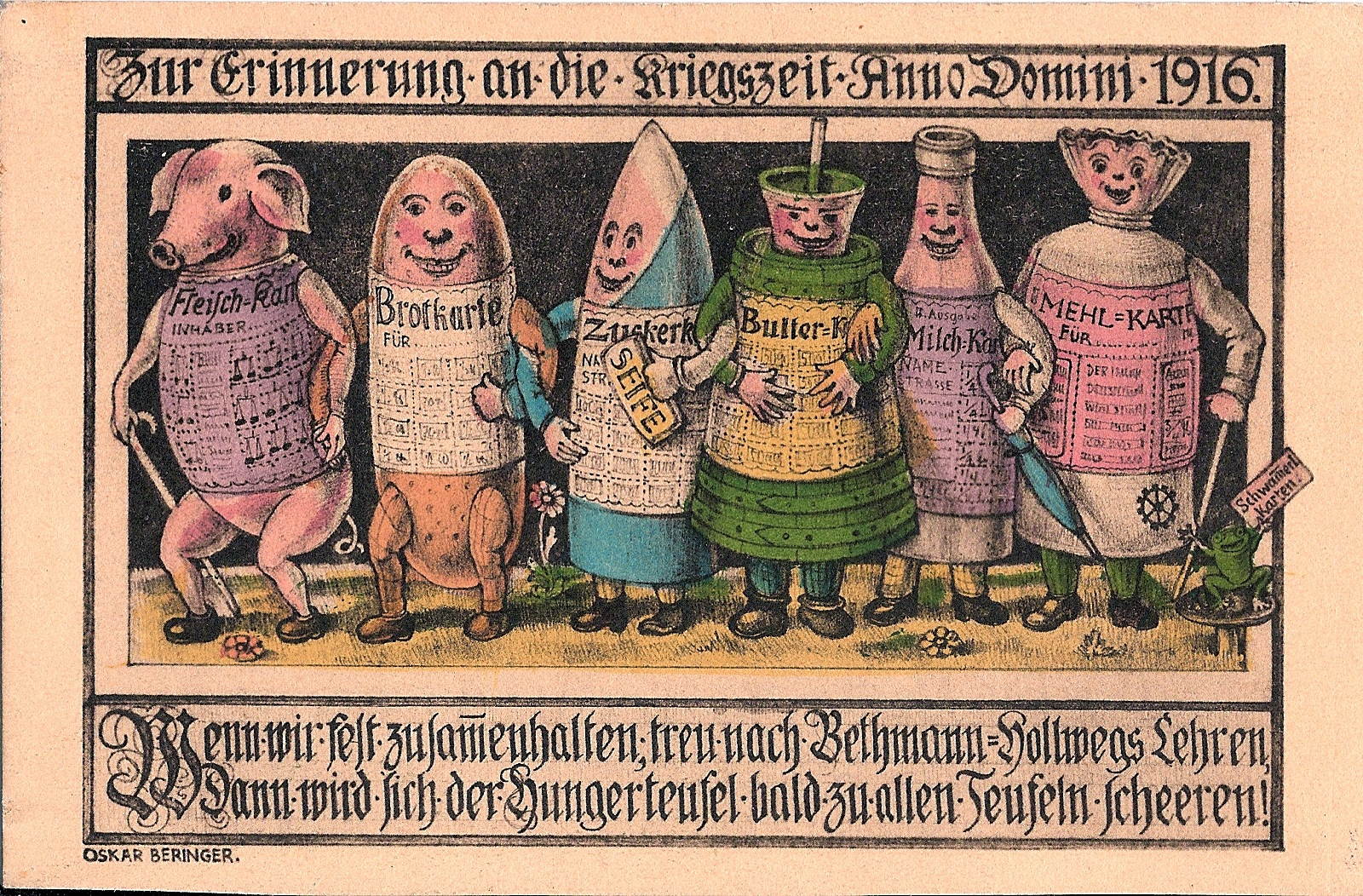
Německá pohlednice na podporu přídělového hospodaření, zavedeného v letech 1915/16. Postavičky personifikují potravinové lístky. Nadpis: "Na památku na válečnou dobu L. P. 1916"

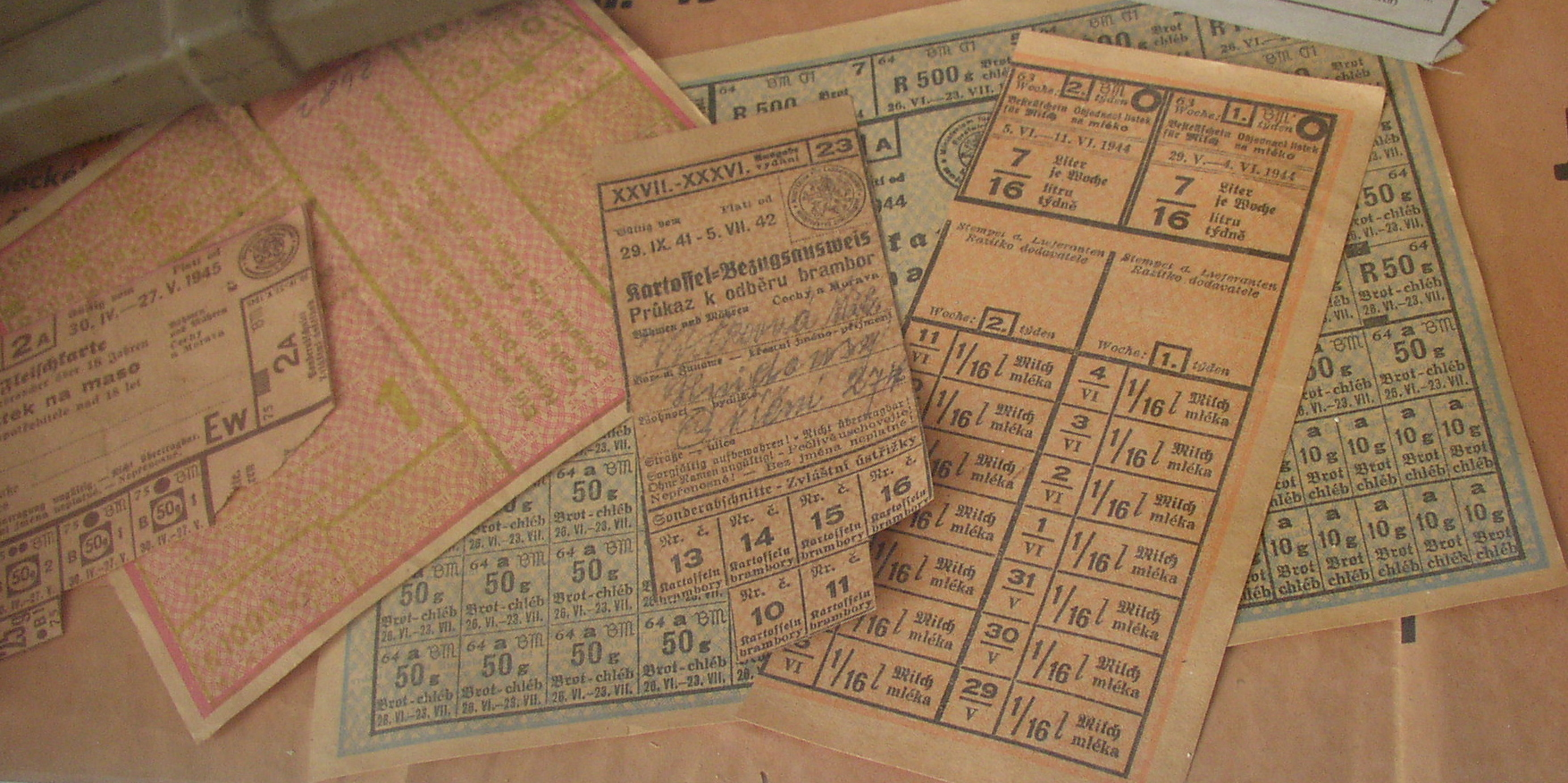
Protektorátní potravinové lístky

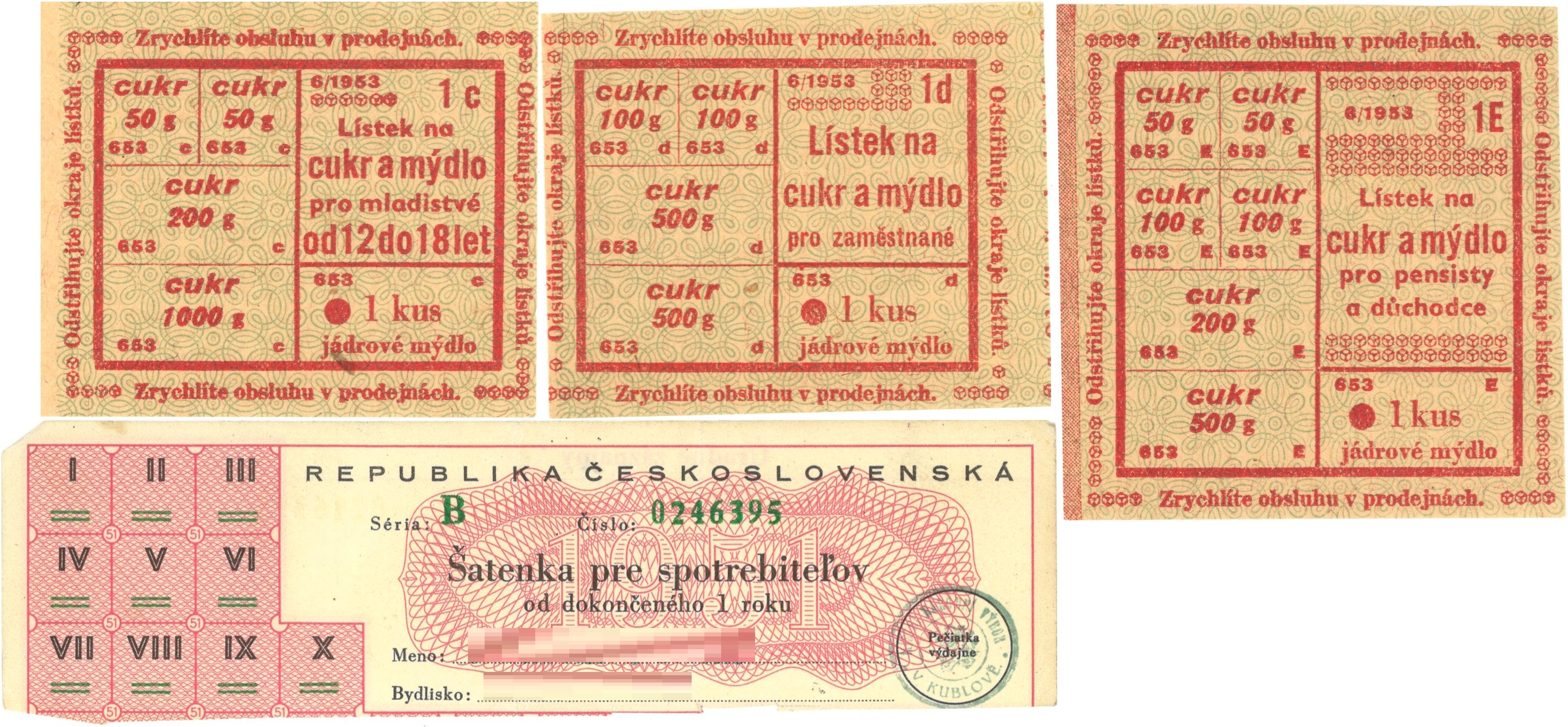
Československé přídělové lístky z 50. let 20. století

Přídělový systém nebo vázané hospodářství, také racionace je administrativní opatření, které každému obyvateli určuje, kolik základních potřeb si smí koupit. Využívá se v dobách nouze, typicky za války. Obvykle se vztahuje na základní životní potřeby: potraviny, palivo, šatstvo, kuřivo, mýdlo apod. Při nákupu zboží, které podléhá vázanému hospodářství, spotřebitel musí odevzdat odpovídající počet přídělových lístků. Přídělové lístky jsou obyvatelstvu vydávány podle předem daného klíče; zohledňuje se při tom náročnost profese, její užitečnost v době války atd. Vázané hospodářství je obvykle doprovázeno regulací spotřebitelských cen.

## Přídělový systém v českých zemích

### 1915–1921
Za 1. světové války zavedla rakouská vláda přídělový systém v dubnu 1915 na většinu životních potřeb (mouka, chléb, cukr, sádlo, maso, brambory, mléko, šatstvo, uhlí atd.). Vázané hospodářství bylo v ČSR zrušeno 1. července 1921.

### 1939–1953
Za druhé světové války byly v Protektorátu Čechy a Morava od 2. října 1939 zavedeny potravinové lístky, v prosinci 1939 pak i poukázky na textil a obuv. V Československu přídělový systém přetrval až do 31. května 1953, zrušen byl současně s provedením měnové reformy (ve Velké Británii až následující rok).
O podvodu spočívajícím v tištění falešných potravinových lístků pojednává 7. díl seriálu 30 případů majora Zemana Mědirytina (díl je situován do roku 1950).